# هو چینگ
هو چینگ (انگلیسی: Ho Ching؛ زادهٔ ۲۷ مارس ۱۹۵۳) مدیر عامل اجرایی اهل سنگاپور است. چینگ همسر نخست‌وزیر سنگاپور است. او دارای لیسانس و فوق لیسانس مهندسی برق به ترتیب از دانشگاه ملی سنگاپور و دانشگاه استنفورد است.